# Nærbø (przystanek kolejowy)
Nærbø – kolejowy przystanek osobowy w Nærbø, w regionie Rogaland w Norwegii, jest oddalony od Stavanger o 37,68 km a od Oslo Sentralstasjon o 561,16 km. Leży na poziomie 31,4 m n.p.m. Na stacji kończy bieg część pociągów lokalnych.

## Ruch pasażerski
Należy do linii Sørlandsbanen. Jest elementem Jærbanen - kolei aglomeracyjnej w Stavanger i obsługuje lokalny ruch między Stavanger, Nærbø i Egersund. Pociągi odjeżdżają co pół godziny do Nærbø i co godzinę do Egersund. 

## Obsługa pasażerów
Poczekalnia, automat biletowy, parking na 50 miejsc, parking rowerowy, kiosk, winda, przystanek autobusowy, postój taksówek. Odprawa podróżnych odbywa się w pociągu.